# Rollston River
Der Rollston River ist ein Fluss im Osten des australischen Bundesstaates Queensland.

## Geografie

### Flusslauf
Der Fluss entspringt an den Südhängen der Rollston Range, etwa 60 Kilometer südöstlich von Charters Towers und fließt nach Südosten. Bei der Siedlung Old Harvest Home mündet er in den Cape River.

### Nebenflüsse mit Mündungshöhen
Er hat folgende Nebenflüsse:
- Iguana Creek – 232 m
- Molly Darling Creek – 226 m
- Cardigan Creek – 218 m
- Starlight Creek – 213 m
- McDonald Creek – 201 m
- Black Gin Creek – 191 m
- Cattle Creek – 186 m
- McGregor Creek – 176 m